# Rjavo maščobno tkivo
Rjavo maščobno tkivo ali rjavo maščevje je eden od dveh tipov maščobnih tkiv pri sesalcih. Prisoten je predvsem v mladičih, tudi v dojenčkih, in hibernirajočih živalih. Pri odraslem človeku so navadno prisotne le majhne količine okoli nadledvičnih žlez in velikih krvnih žil. 
Organizirano je v režnje (lobule), ločene z vezivnimi pretini, ki prinašajo krvne žile in simpatična živčna vlakna. Maščobne celice ali adipociti rjavega maščobnega tkiva so plurivakuolarni, saj imajo v citoplazmi več manjših maščobnih kaplijic, kar jim daje vakuoliran videz (v primerjavi z adipociti belega maščobnega tkiva, ki imajo eno večjo kapljico). Rjavo barvo dajejo predvsem številni mitohondriji, ki vsebujejo železo.  Zaradi večje potrebe po kisiku vsebuje tudi večje število kapilar, ki tudi prispevajo k rjavemu obarvanju tkiva. Celice so po obliki poligonalne in manjše od adipocitov belega maščevja (povprečno od 20-40 μm). Jedro je okroglo in centralno ležeče.
Glavna funkcija rjavega maščevja je generacija toplote preko netresave termogeneze za ogrevanje telesa v primeru padca temperature pod vrednostjo, ki je določena v hipotalamusu. Novejše raziskave predvidevajo da imajo vlogo v porabi energije, zaradi česar so pomemben dejavnik (determinanta) v nastanku debelosti. Z induciranjem nastanka večje količine rjavega maščevja bi se zato lahko zdravilo debelost in z debelostjo povezane bolezni, na primer sladkorno bolezen tipa 2.

## Fiziologija
Do neke mere vse celice toplokrvnih (homeotermnih) organizmov oddajajo toploto, še posebej v primeru znižanja temperature v telesu pod normalno vrednost, vendar so le adipociti rjavega maščevja specializirani za tvorbo toplote preko netresave termogeneze. Pri izpostavitvi hladnemu okolju v začetnem obdobju začne nastajati rjavo maščevje, ki že tvori toploto. Potrebni preostanek toplote se tvori s tresavo termogenezo, pri kateri so mišice konstantno pod živčno stimulacijo. V skladu z večjimi potrebami po delovanju mišic se poveča tudi gostota kapilar ter oksidativna zmožnost mitohondrijev in spremeni se oblika mitohondrijev ter sestava miofilamentov. Po nastanku zadostne količine tkiva se organizem ogreva samo z netresavo termogenezo.
V večini celic so mitohondriji pomembni predvsem za proizvodnjo energije v obliki adenozin trifosfata (ATP). Proces vključuje sklopitev elektrokemičnega gradienta protonov z delovanjem ATP-sintaze in s tem pretvorbo adenozin difosfata (ADP) v ATP. V primeru netresave termogeneze v rjavem maščevju pa sta gradient in delovanje ATP sintaze razklopljena. Razklopitev omogoča transmembranski protein termogenin na notranji membrani mitohondrijev, ki ob aktivaciji omogoča alternativni prehod protonov skozi notranjo membrano v matriks. Energija elektrokemičnega gradienta se pri tem sprosti kot toplota, s katero se organizem ogreje.

## Funkcije
Pri mladičih predstavlja rjavo maščevje znaten delež v telesu. Pri dojenčkih predstavlja 1 % celotne telesne mase in je prisotno na hrbtnem delu ter ob ramenih. Zaradi tvorbe toplote ima izjemen pomen pri preprečevanju podhladitve, saj imajo mladiči večjo razmerje med telesno površino (v sorazmerju z izgubo toplote) in volumnom (v sorazmerju s proizvodnjo toplote) ter proporcionalno večjo površino glave, zaradi česar je izguba toplote večja. Poleg tega je toplotna izolacija, tj. podkožno maščevje in dlake, slabo razvita, živčevje ni dokončno razvito, zaradi česar se avtonomno živčevje ne odziva dovolj hitro na hladno okolje (npr. krčenje krvnih žil), skeletnega mišičja pa je relativno malo, zato tresava termogeneza v danem primeru ni dovolj učinkovita.
V odraslem človeku se količina tkiva zmanjša zaradi večje tvorbe toplote iz bazalnega metabolizma, manjšega razmerja med telesno površino in volumnom ter načina življenja (obleke, bivanje v zgradbah z ugodno temperaturo,...). Tako je rjavo maščevje navadno prisotno le v majhnih količinah okoli nadledvičnih žlez in velikih krvnih žil, neredko pa tudi v znatnih količinah v zgornjem delu prsnega koša in vratnem predelu v manjših količinah. Prisotnost tkiva po starostnih skupinah je različna in pri pacientih, obolelih za rakom, verjetneje odraža tip rakastega obolenja. Obstajajo raziskave, po katerih naj bi večji delež ljudi, ki imajo znatno količino rjavega maščevja, pripadal ženskemu spolu. V redkih primerih se rjavo maščevje v dobi odraščanja ne skrči, temveč se še razvija, kar vodi do nastanka specifičnega benignega tumorja, imenovanega hibernom.
Pri živalih omogoča rjavo maščobno tkivo nadomeščanje potrebe po drgetanju, kadar se ogrevajo po koncu obdobja hibernacije, poleg tega pa je v evolucijskem smislu omogočalo razvoj novih ekoloških niš organizmov, natančneje prilagoditve na nova, hladnejša geografska območja in delovanje v hladnejših obdobjih (npr. v času mrzlih noči ali pa zime). Zaradi razmeroma velike količine tega tkiva v hibernirajočih živalih je bilo sprva poimenovano hibernacijska žleza.

### Embriologija
Pri človeškem plodu se fibroblastni preadipociti začnejo diferencirati v rjavo maščevje pri 20. tednu nosečnosti. Ključen gen za diferenciacijo fibroblastov v adipocite je PPARγ. Večje količine se nahajajo predvsem na mestih, kjer bi lahko po rojstvu relativno hladna zunanja okolica ogrozila delovanje pomembnejših organov in drugih struktur, kot so torej možganske žile, večje abdominalne žile in drobovje oz. notranji telesni organi, še posebej trebušna slinavka (pankreas), ledvica in nadledvična žleza.

## Medicinski pomen
Glede na novejše raziskave je predvidevano, da so genetske razlike v komponentah netresave termogeneze lahko pomemben dejavnik (determinanta) v nastanku debelosti.
Nasprotno od tega se lahko predvideva, da bi se z induciranjem nastanka rjavega maščevja lahko zdravilo debelost in z njo povezane bolezni, kot so sladkorna bolezen tipa 2, srčnožilne bolezni, določeni tipi rakastih obolenj, osteoartritis idr. Problem nastopi pri stimulaciji prekurzorskih adipocitov, saj ti nimajo β-3 adrenergičnimi receptorjev, zaradi česar bi bila potrebna stimulacija β-1 adrenergičnih receptorjev, kar bi vodilo v neizbežne stranske učinke, kot so motnje srčnega utripa. Poleg tega bi bila stimulacija odvisna bolj od maloštevilnih prekurzorjev adipocitov rjavega maščevja in ne bi nujno vodila v zmanjšanje telesne teže. Alternativna možnost bi bila stimulacija izražanja gena za termogenin v drugih tkivih, kot je belo maščobno in mišično tkivo, vendar bi se sestava tkiva in mišična masa spremenili. Zato bi bila stimulacija nastanka rjavega maščevja, v povezavi z dejstvom, da je stimulacija z β-3 agonisti pri živalskih modelih vodila v zmanjšanje telesne teže, veliko primernejša izbira za zdravljenje debelosti.
Povečane količine rjavega maščevja lahko sicer nastanejo tudi pri nekaterih patoloških stanjih, kot je feokromocitom (benigni tumor sredice nadledvične žleze), zaradi katerega je povečana tvorba in sekrecija adrenalina in noradrenalina, s tem pa je induciran nastanek maščevja.